# أنس عبويني
أنس عبد السلام عبويني (ولد في 11 سبتمبر 2004) هو لاعب كرة قدم قطري من أصل أردني، يلعب كلاعب وسط في نادي كالاهورا ب الإسباني معار من نادي السد القطري.

## مسيرة اللاعب
بدأ مع نادي الشمال وانتقل إلى نادي السد في عام 2023 وأعير إلى نادي كالاهورا ب الإسباني في عام 2024 لمدة موسم.